# Flavio Sciolè
Flavio Sciolè (6. september 1970 er en italiensk filminstruktør, dramatiker, poet, skuespiller,kunstner og instruktør. 

## Filmografi
- Ossessione (1996)
- Claustrofobia (1997)
- Giuda (2000)
- Cognizioni di santità (2001)
- Dormitorio-Fausto Delle Chiaie (2001), solo regia
- Fugatea (2001)
- Beataction 1 (2001)
- Beataction 2 (2002)
- Delirium (2002)
- Dan Fante An American Writer (2002)
- Kristo 33 (2002)
- Beataction 3 (2002)
- Pilateo (2003)
- Narciso (2003)
- Itagliano (2004)
- Distruzione di una video camera (2004)
- Caligola (2004)
- Atto (2004)
- Papa vero (2004)
- Ipotesi per un delirio (2005)
- Sublimesubliminale (2006)
- Aman4aman (2007)
- Art 4 nothing (2007)
- Matermare (2008)
- Mondo Delirium (2011)

## Teater
- 1999: Psicosi Atea
- 1999: Lo storpio
- 2000: Il Re è Pazzo
- 2002: Calvario Room
- 2003: Bambole
- 2005: Macchinateassassina
- 2006: sANTI NO iconoclasta1970
- 2008: ICARO CARO d’oro cosparso

## Performances
- 2003: Poesia Evocativa 001
- 2004: Performance #1
- 2009: Roserosse
- 2010: Sanguinarte per l'Arte
- 2011: D'Arte, Morte e Decadenza
- 2012: Sacrificio D'Arte